# ABC Owned Television Stations
ABC Owned Television Stations é uma divisão da Disney Media and Entertainment Distribution operada pela Disney Networks Group que supervisiona as estações pertencentes e operadas pela American Broadcasting Company (ABC), uma divisão da The Walt Disney Company. A divisão consiste em oito estações mais a ABC National Television Sales e a Localish.

## História

### ABC Network
A primeira estação de TV da ABC Network surgiu em 10 de agosto de 1948, como WJZ-TV, a primeira das três estações de televisão assinadas pela ABC durante o mesmo ano, com a WENR-TV em Chicago e a WXYZ-TV em Detroit sendo as outras duas. A KGO-TV em São Francisco e a KECA em Los Angeles surgindo durante os 13 meses seguintes a WJZ.[carece de fontes?]
Em fevereiro de 1953, a ABC fundiu-se com a United Paramount Theatres (UPT), a antiga divisão de teatro da Paramount Pictures. A subsidiária da UPT, Balaban and Katz, era dona da WBKB (que compartilhava uma afiliação da CBS com a WGN-TV). A recém-fundida American Broadcasting-Paramount Theatres, como a empresa era conhecida na época, não podia manter as duas estações por causa dos regulamentos da Comissão Federal de Comunicações (FCC) então aplicados que proibiam a propriedade comum de duas estações de televisão licenciadas para o mesmo mercado. Como resultado, a licença do canal 4 da WBKB foi vendida para a CBS, que posteriormente mudou as letras de chamada dessa estação para WBBM-TV; essa saída mudaria para o canal 2 VHF vários meses depois, em 5 de julho de 1953. A equipe no ar e nos bastidores da antiga WBKB permaneceu na nova WBBM-TV, enquanto as cartas de chamada e a administração da WBKB mudaram para o canal 7 (de 1965 a 1968, um sufixo "-TV" foi incluído nas chamadas da estação, modificando-o para WBKB-TV).

### Capital Cities/ABC
Em 19 de março de 1985, a Capital Cities anunciou que compraria a ABC por US$ 3,5 bilhões, o que chocou a indústria da mídia, já que a ABC era cerca de quatro vezes maior do que a Capital Cities na época.
A empresa recém-fundida, Capital Cities/ABC Inc., foi forçada a vender algumas estações devido às regras de propriedade da FCC. Entre elas, ABC e Capital Cities possuíam mais estações de televisão do que as regras da FCC permitiam na época. Das antigas estações de televisão de Capital Cities, a empresa resultante da fusão optou por manter a KTRK-TV em Houston, a WTVD-TV em Durham e a KFSN-TV em Fresno. As regras da FCC também poderiam ter forçado a venda da WPVI-TV da Capital Cities na Filadélfia devido a uma grande sobreposição de sinal com a WABC-TV, mas a empresa resultante da fusão recebeu com sucesso uma renúncia permanente da FCC após citar a propriedade das estações de televisão da CBS na cidade de Nova York (WCBS-TV) e na Filadélfia (na época WCAU-TV) sob o status de direitos adquiridos. A WFTS-TV da Capital Cities em Tampa e a WXYZ-TV da ABC em Detroit foram alienadas como um par para a divisão de transmissão da EW Scripps Company (então conhecida como Scripps-Howard Broadcasting). A WTNH-TV da Capital Cities em New Haven e a WKBW-TV em Buffalo foram vendidas separadamente para empresas pertencentes a minorias (a Scripps acabaria comprando a WKBW em 2014).
Em 1994, a New World Communications assinou um acordo de afiliação com a Fox Broadcasting Company, resultando na mudança de afiliação da maioria das estações da New World para a Fox. Isso desencadeou o realinhamento da TV aberta nos Estados Unidos de 1994 a 1996, uma cadeia de mudanças de afiliação em todo o país e outros acordos de afiliação de várias estações para os próximos anos. Para evitar ser consignado ao UHF de qualidade de sinal inferior depois de perder suas afiliações para a WJBK da New World em Detroit e WJW-TV em Cleveland, a CBS cortejou fortemente a WXYZ-TV e a WEWS-TV da EW Scripps Company. A Scripps então disse à ABC que, a menos que concordasse em se afiliar às outras estações de propriedade da Scripps, mudaria as estações de Detroit e Cleveland para a CBS. Uma quarta estação da Scripps foi incluída em um acordo separado, o da estação de Cincinnati em 1995. Como contingência, a ABC comprou a WJRT-TV em Flint, Michigan e a WTVG em Toledo, Ohio da SJL Broadcasting em 1995. A ABC também fez um acordo de parceria com a Allbritton Communications para converter a maioria dessas afiliadas para a ABC, também em 1996. Em resposta ao acordo decorrente da troca da KCNC e KUTV pela NBC, em 1994, a ABC também fez um acordo de grupo com a McGraw Hill para converter as estações de Denver e Bakersfield da CBS para a ABC, enquanto renovava os acordos de afiliação em San Diego e Indianápolis.

### Divisão Disney/ABC
A ABC Owned TV Stations (ABCOTS) foi emparelhada com a ABC Radio Network e oito estações de TV no CC/ABC Broadcasting Group em Capital Cities/ABC (CC/ABC) quando a CC/ABC foi comprada pela The Walt Disney Company em 1996. Em junho, o principal diretor de marketing da ABC anunciou que as estações próprias e operadas (O&O) adotariam uma estratégia de marketing de "canal único"; as estações iriam, para fins promocionais, enfatizar a referência a si mesmas por suas letras de chamada e, em vez disso, referir-se a si mesmas usando "ABC" e o número do canal da estação ("ABC Seven", por exemplo), já que o comerciante adotou essa prática na NBC antes.
Em junho de 1998, a controladora da ABC, The Walt Disney Company, entrou em negociações para comprar as oito estações Allbritton e seus acordos de marketing local envolvendo outras afiliadas da ABC WJSU-TV (agora WGWW) em Anniston, Alabama e WJXX em Jacksonville, Flórida, para uma oferta relatada totalizando mais de US$ 1 bilhão; as duas últimas estações estiveram envolvidas em um acordo de afiliação entre Allbritton e ABC que foi alcançado em resposta ao acordo de afiliação de maio de 1994 entre a New World Communications e a Fox que afetou a WBRC em Birmingham, Alabama. As negociações entre a Disney e a Allbritton foram interrompidas quando a primeira desistiu das negociações para comprar as estações no mês seguinte.
A ABC News Now foi lançada em 2004 nos Estados Unidos em subcanais digitais de 70 estações ABC O&O e afiliadas. Em 31 de janeiro de 2005, a ABC News removeu a ABC News Now do subcanal das estações de TV pertencentes, operadas e afiliadas quando o canal encerrou sua fase experimental originalmente. O grupo mudou sua programação em canais secundários para o ABC Plus, um formato local de notícias e relações públicas. A ABC se uniu à AccuWeather para lançar um serviço multicast começando no terceiro subcanal das estações ABC, começando com a WPVI-TV em setembro de 2005, seguida pela KFSN-TV com a próxima onda de quatro em 31 de dezembro de 2005 e as quatro finais em 31 de março de 2006. A Live Well Network (LWN) foi lançada em 27 de abril de 2009 em alta definição pelas estações O&O da ABC nos subcanais .2 das estações.
Em 3 de novembro de 2010, a revista Broadcasting & Cable anunciou que a SJL Broadcasting, agora propriedade dos principais proprietários da Lilly Broadcasting, fez um acordo com a Disney para recomprar a WJRT-TV e a WTVG, as duas menores estações do portfólio O&O da ABC. A venda foi concluída em 1 de abril de 2011. Em 17 de outubro de 2013, o New York Post informou que a Disney considerou vender o grupo de emissoras devido à atual onda de consolidação entre as empresas detentoras de emissoras que aumentou os valores das emissoras desde 2010. Em 25 de outubro, o Triangle Business Journal informou que vários porta-vozes da Disney negaram essa informação.
Em 9 de junho de 2014, a vice-presidente da ABC Owned Television Stations, Peggy Allen, e a presidente Rebecca Campbell anunciaram em conjunto à equipe da Live Well Network que planejavam desligar a rede em janeiro de 2015. Campbell e Allen afirmaram que, apesar do sucesso da rede, a divisão queria priorizar o "conteúdo local" e suas "marcas principais de notícias locais". Muitos dos programas das estações da ABC encerraram a produção com a possibilidade de serem adquiridos pela rede a cabo fyi, um canal a cabo da A&E Networks de propriedade parcial da DATG. Em 15 de janeiro de 2015, a ABCOTS anunciou a aquisição do Laff, um novo subcanal de propriedade da Katz Broadcasting, subsidiária da E. W. Scripps Company. O Laff foi adicionado aos subcanais DT3 das estações O&O da ABC a partir de 15 de abril de 2015; nesse anúncio, a ABCOTS afirmou que a Live Well Network continuaria em suas oito estações em seus subcanais .2 em HD, mas não seria mais distribuída fora das estações O&O da ABC. A ABCOTS também indicou que o terceiro subcanal de suas estações seria afiliado à rede Laff após o lançamento em 15 de abril de 2015, mas até então o LWN funcionaria em ambos os subcanais.
Campbell, presidente da ABC Daytime e ABC Owned Television Stations, foi nomeada presidente da Disney EMEA em setembro de 2017. Wendy McMahon, vice-presidente sênior de digital das estações, foi nomeada presidente do grupo de estações a partir de 1 de janeiro de 2018.
A ABC Owned Television Stations lançou seu empreendimento de mídia digital Localish na semana de 20 de setembro de 2018 com quatro programas. O Localish se concentra na geração do milênio móvel com contos locais de apelo nacional produzidos pelas emissoras e lançados em plataformas digitais e sociais. A primeira série, More in Common, já havia aparecido via Facebook Watch. Um especial de compilação More in Common foi transmitido em todos os canais principais da estação ABC em 4 de novembro de 2018 com WPVI-TV (Filadélfia) também em 3 de novembro e, em seguida, em seu subcanal LiveWell Network (.2) de 4 a 11 de novembro de 2018. Em 21 de janeiro de 2020, a ABC Stations anunciou que a rede seria renomeada como Localish em 17 de fevereiro de 2020.
No início de 2021, o Laff foi removido das estações de televisão de propriedade da ABC (excluindo WLS-TV, que havia removido o Laff em 2017) e mudou-se para as estações da Ion Media que foram adquiridas pela Scripps na mesma época. Mais tarde, em abril, o Allen Media Group anunciou que as estações de televisão de propriedade da ABC haviam escolhido o This TV como um substituto para o Laff.

## Unidades
- ABC National Television Sales, Inc.
  - ABC Regional Sports & Entertainment Sales
- Localish

### Lista de estações
As estações são organizadas em ordem alfabética por estado e cidade da licença.
- (**) - indica uma estação construída e assinada pela ABC.
- (++) - indica uma estação que pertencia à Capital Cities Communications antes de se fundir com a ABC em 1986.

| Cidade da licensa / Mercado         | Estação    | Canal TV (RF) | Propriedade desde | Propriedade na fusão |
| ----------------------------------- | ---------- | ------------- | ----------------- | -------------------- |
| Fresno, CA                          | KFSN-TV ++ | 30 (30)       | 1986              | CapCities            |
| Los Angeles                         | KABC-TV ** | 7 (7)         | 1949              | ABC                  |
| San Francisco - Oakland - San Jose  | KGO-TV **  | 7 (12)        | 1949              | ABC                  |
| Chicago                             | WLS-TV **  | 7 (22)        | 1948              | ABC                  |
| New York City                       | WABC-TV ** | 7 (7)         | 1948              | ABC                  |
| Raleigh - Durham - Fayetteville, NC | WTVD ++    | 11 (9)        | 1986              | CapCities            |
| Philadelphia                        | WPVI-TV ++ | 6 (6)         | 1986              | CapCities            |
| Houston                             | KTRK-TV ++ | 13 (13)       | 1986              | CapCities            |

### Antigas estações de propriedade da ABC
| Cidade da licensa / Mercado | Estação    | Canal TV (RF) | Anos de propriedade | Propriedade na fusão | Status de propriedade atual                                |
| --------------------------- | ---------- | ------------- | ------------------- | -------------------- | ---------------------------------------------------------- |
| Detroit                     | WXYZ-TV ** | 7 (25)        | 1948–1986           | ABC                  | Afiliada da ABC de propriedade da E. W. Scripps Company    |
| Flint, MI                   | WJRT-TV    | 12 (12)       | 1995–2011           | N/A                  | Afiliada da ABC de propriedade da Allen Media Broadcasting |
| Toledo, OH                  | WTVG       | 13 (13)       | 1995–2011           | N/A                  | Afiliada da ABC de propriedade da Gray Television          |

## Programação
As ofertas sindicadas das estações pertencentes e operadas pela ABC (em setembro de 2020) incluem The Tamron Hall Show, Live with Kelly and Ryan, Wheel of Fortune, Jeopardy! e Small Town Big Deal. Live é produzido internamente na WABC-TV. Wheel e Jeopardy! são distribuídos para estações de propriedade da ABC desde 1992, como parte de um relacionamento de longa data com o que é agora a CBS Media Ventures, datado de quando o distribuidor ainda era conhecido como King World Productions. Durante o horário do cemitério, as estações pertencentes e operadas pela ABC retransmitem Tamron Hall, ABC World News Tonight e Live with Kelly and Ryan. Todas as estações de propriedade da ABC, exceto WPVI e KABC, exibem Daytime Jeopardy!, uma transmissão repetida dada à maioria de suas afiliadas durante o dia.